# Kalima Amankulova

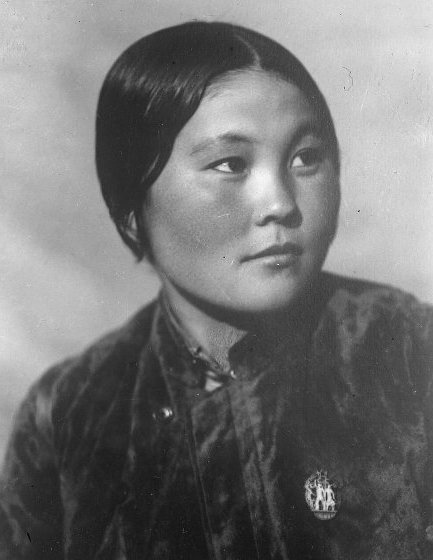
Kalima Amankulova.

Kalima Amankulova, född 1915, död 4 oktober 2002, var en sovjetisk (kirgizisk) politiker (kommunist). Hon var tillförordnad ordförande för Kirgiziska SSR mellan den 15 maj och 18 juli 1938. Hon var som sådan nominellt Kirgizistans statschef. 